# چاه رکاتیها
چاه رکاتیها یک روستا در ایران است که در دهستان خوسف شهرستان خوسف واقع شده‌است. چاه رکاتیها ۹۲ نفر جمعیت دارد.